# Menace sur l'Eldorado
Menace sur l'Eldorado (Hurricane Gold) est le quatrième livre de la série La Jeunesse de James Bond écrite par Charlie Higson.
Lagrimas Negras est une île ensoleillée des Caraïbes où les criminels viennent se cacher et oublier leurs méfaits. En face, sur le continent, l'ancien pilote Jack Stone a laissé ses deux enfants avec James Bond. Mais des cambrioleurs pénètrent dans la maison, au moment où une tempête s'abat sur la ville. Commence alors une fuite mortelle à travers la jungle mexicaine. 

## Résumé
Le livre commence par un prologue à Lagrimas Negras, une île paradisiaque des Caraïbes qui abrite de riches criminels. Le patron, El Huracán, informe ses hôtes pendant le déjeuner que l'un d'eux a brisé la règle interdisant le contact avec le monde extérieur. Robert King avoue. Il est alors conduit à La Avenida de la Muerte (« L'avenue de la mort »), un parcours d'obstacles mortels illustrant un mythe Maya. Il lui est annoncé que s'il parvient jusqu'au bout, il pourra repartir librement, mais il meurt vers la moitié de l'épreuve.
Après les événements de Poker fatal, James Bond se rend au Mexique avec sa tante Charmian, qui souhaite visiter les ruines Maya de Palenque. Dans le village de pêcheurs de Tres Hermanas, Angel Corona, un jeune pickpocket mexicain qui ressemble beaucoup à James, vole le sac de Charmian. Lancé à sa poursuite, James parvient à le rattraper. Corona est maîtrisé et bientôt arrêté par la police locale. Alors que Jack Stone, un ancien as de l'aviation américaine et un ami de Charmian, amène cette dernière à Palenque (une tempête étant prévue, elle doit s'y rendre le soir même), James demeure à Tres Hermanas avec les enfants de Stone, qui lui posent rapidement des problèmes. La fille de Stone, du même âge que James, Precious, s'avère être une enfant gâtée et égocentrique, tandis que son jeune frère, Jay Jay, se révèle immature et ennuyeux. De plus, les deux enfants n'ont aucun respect pour les domestiques.
Pendant qu'un ouragan dévastateur se rapproche et frappe Tres Hermanas, des gangsters dirigés par Mme Glass entrent dans la maison des Stone et y volent le coffre-fort. James intervient, faisant passer l'un des gangsters, Manny, par la fenêtre et aide les jeunes, que les gangsters retenaient prisonniers, à se cacher dans une sorte de cave située à l’extérieur de la maison. Après la tempête, James emmène Precious et Jay Jay dans la Duesenberg de Jack Stone. Une soudaine inondation détruit la voiture. Jay Jay frôle la mort, mais est sauvé par Garcia, un marin qui avait auparavant amené James et Charmian à Tres Hermanas. Cependant, Jay Jay et Precious sont capturés par les quatre gangsters restants et qui passaient par le même itinéraire. Leur camion tombe rapidement en panne. James, se faisant passer pour Angel Corona, rejoint les gangsters avec Garcia qui les aide à réparer le camion, avant d'accepter une proposition pour partir avec eux et James au cas où le camion aurait une nouvelle avarie. Les noms des autres criminels sont Strabo, Kesstudi et Sakata et Mme Glass. Le gangster japonais Sakata se lie d'amitié avec James et lui apprend le ju-jitsu.
Mme Glass conduit le groupe à un ancien champ de pétrole afin d'obtenir des outils et des explosifs pour ouvrir le coffre-fort. Elle raconte toute l'histoire à Precious : Jack Stone a perdu de l'argent après la fin de la guerre et est devenu passeur pour s'enrichir ; l'un de ses clients était un ex-officier américain qui avait volé des documents importants sur la flotte de l'US Navy dans le Pacifique, que Stone a réussi à voler après avoir abandonné l'officier. Sakata a été envoyé pour récupérer les plans, très précieux pour les Japonais dans la perspective d'une guerre. Toutefois, les documents ne sont pas dans le coffre : Jack Stone ne les aurait pas nécessairement retiré de son avion. Kesstudi s'attaque à James parce que celui-ci essayait de fuir discrètement avec les enfants, mais il se noie. Garcia tente d'amener Jay Jay à Veracruz pour soigner la blessure grave qu'il a reçue durant l'ouragan, mais il est tué par Strabo. James apprend par Mme Glass le vrai nom de Kesstudi était Charlie Moore. La jambe blessée de Jay Jay étant gravement infectée, Sakata, invité par James, décide de fausser compagnie à la bande et d'amener le jeune homme à l'hôpital de Veracruz.
Mme Glass et Strabo, voyant que les choses tournent mal, envisagent un nouveau plan : fuir vers Lagrimas Negras et vendre les documents au patron de l'île, El Huracán. James et Precious parviennent à fausser compagnie aux gangsters après un certain temps. Precious a été changée par l'expérience : elle n'est plus grossière, égoïste, ni obsédée par son image, et développe des sentiments pour James, qu'elle exprime en embrassant ce dernier pendant son sommeil. Au détour d'une route, en faisant du stop, ils croisent Manny et montent dans une voiture. Ce dernier est très malade, après être passé par la fenêtre chez les Stone son cerveau et sa mémoire ont été très endommagés, un bout de son cerveau est même apparent. Il sombre dans la confusion, ne savant plus qui est James, qui en profite pour le manipuler en lui faisant croire que sa cible est Mme Glass. Enfin, James et Precious l'éjectent de la voiture lorsqu'il s'endort. Les enfants se dirigent vers Pelanque et trouvent les documents dans l'avion, mais Mme Glass, Strabo et Manny arrivent et reprennent les documents. Avec l'aide de Manny, ils parviennent à fuir dans la jungle ; Strabo est tué dans la lutte.
Mme Glass se rend seule à Lagrimas Negras. Precious convainc James de s'y également car elle veut se venger. James, Precious et Manny prennent un navire jusqu’à l'île. Manny est tué par les gardes d'El Huracán, tandis que James et Precious sont bien accueillis par le patron. Étant à court d'argent, ils s'engagent comme domestiques à Lagrimas Negras. James découvre que lorsque les habitants de Lagrimas Negras sont eux-mêmes sans argent, et donc obligés de travailler comme esclaves dans la ferme de El Huracán. James entend également que la traversée du parcours d'obstacles Avenida de Muerte est le seul moyen de sortir de Lagrimas Negras, mais que personne n'y a jamais survécu. Precious vole un plan du parcours, et ,avec James, commence à s’entraîner dans le but de faire faire le parcours. Ils trompent El Huracán pour qu'il les laisse faire le parcours ; celui-ci accepte à contrecœur car il espérait que James deviendrait son successeur.
James et Precious traversent avec succès les nombreux obstacles du parcours. Enfin, ils atteignent un réservoir d'eau massif où nage un crocodile. Comme il n'y a en réalité aucun moyen de sortir après la dernière épreuve, El Huracán les pense perdus. Mais James a laissé des explosifs dans le tunnel d'entretien, et il fait sauter le mur. Il est emporté par le courant et perd connaissance. Il se réveille sur un rocher avec Precious, qui l'embrasse passionnément pendant qu'ils attendent d'être sauvés. El Huracán tient sa promesse de les laisser partir, avec en prime les documents de l'US Navy (Hurricane Gold, selon une légende maya est un trésor qui est maudit et qui n'apportera qu'une ruine inévitable sur son possesseur), mais propose une dernière fois à James de rester. Les enfants se consolent en pensant au sort de Mme Glass lorsqu'elle n'aura plus d'argent. Le livre se termine avec James et Precious s'éloignant de Lagrimas Negras en bateau, accompagnée de Jack Stone. Ils partagent un moment d'intimité en regardant le coucher du soleil, au cours de laquelle Precious avoue à James qu'elle l'aime (bien qu'elle comprenne qu'il devra retourner en Grande-Bretagne).
On apprend aussi par le biais de lettres adressées à James Bond, que le Club du Danger, à Eton, a été dissous.

## Liste des obstacles deLa Avenida de la Muerte
1. Une petite piscine de bébés crocodiles sauvages. James et Precious la passent après s'être enduits de répulsif pour animaux.
2. Un long chemin avec des trous d'où sortent des pointes acérées. James et Precious le passent en formant un arc humain le long des murs.
3. Un tunnel rempli de scorpions qui nécessite de ramper pour le franchir. En formant l'arc humain, James et Precious sont arrivés au-dessus du tunnel.
4. Un anaconda géant dans une fosse. Étant surélevé en ayant abordé le tunnel rempli de scorpions par le dessus, James et Precious n'ont eu qu'a sauter par-dessus la fosse.
5. Un chemin de plaques métalliques brûlantes, à la fin se trouve une petite tranchée pleine d'eau contenant des sangsues. James et Precious dissimulèrent des fines feuilles métalliques dans les semelles de leurs chaussures.
6. Un chemin barré d'une série de fils transparents et acérés, ainsi qu'un jaguar noir à l'entrée pour ceux qui ne traverseraient pas le chemin assez rapidement. James et Precious n'ont pas eu les moyens de conquérir cette épreuve autrement qu'en s'entrainant à l'avance.
7. Un chemin d'accès contenant une série de trois meules, deux qui tournent dans le sens horaire, celle du milieu tournant dans le sens antihoraire ; les murs sont également constitués de meules qui peuvent écraser les personnes s'en approchant de trop près. James et Precious n'ont pas eu les moyens de conquérir cette épreuve autrement qu'avec un bon sens de l'équilibre et de la vitesse.
8. Un énorme bassin de miel. James et Precious n'ont pas réussi à battre ce défi autrement qu'en se dépouillant de leurs vêtements.
9. Un tronc couvert de fourmis légionnaires suspendu au-dessus d'une grande fosse de pieux. James et Precious ont trouvé ce défi le plus difficile du lot, car ils ont dû ramper sur le tronc, étant recouvert de miel.
10. Le dernier défi, connu sous le nom de : un/mort (Hun Came). Un crocodile géant dans une chambre fermée, sans issue. James et Precious sont parvenus à s'échapper de la chambre en soufflant le mur avec de la dynamite (déposer la veille) de l'intérieur de la chambre.

## Personnages principaux
- James Bond
- Precious Stone
- Jay Jay Stone
- Jack Stone
- El Huracán
- Theda Glass
- Kesstudi
- Strabo
- Manny
- Sakata
- Garcia

## Autour du livre
- C'est la première fois, (en dehors des novélisations et de la série The Moneypenny Diaries), que deux romans de James Bond sont sortis la même année, Poker fatal étant aussi sorti en 2007.
- Outre le fait que le titre original, Hurricane gold, soit en accord avec le personnage de El Huracán, selon une légende Maya, Hurricane gold est un trésor qui est maudit et qui apportera une ruine inévitable sur son possesseur. Les documents de l'US Navy sont Hurricane gold de cette histoire, il arrive des malheurs à tous ceux qui ont cherché à les posséder. Le titre prévu à l'origine était Lágrimas Negras, mais les éditeurs ayant pour idée de publier un livre avec une couverture dorée, ont demandé à Higson d’inclure le mot Gold dans le titre.